# Жедилово
Жедилово е историческо село в България, сега махала на село Преколница, община Кюстендил.

## География
Жедилово се намира на 24 км западно от гр. Кюстендил.

## Население
| Година    | 1905 | 1910 |
| Население | 41   | 43   |

## История
Жедилово е старо средновековно селище. През 1879 година новата граница между Княжество България и Османската империя разделя селото на две. На територията на България остават само най-източните махали на селото: Вуячка, Средна и Крайна. Останалата част от селото сега е на територията на Северна Македония и носи името Жидилово.
През 1971 година село Жедилово е заличено от списъка на селищата и става махала на село Преколница.